# Тиро
Тиро (грч. Τυρώ) је у грчкој митологији била тесалска принцеза, кћерка Салмонеја и Алкидике, чувена по мудрости.

## Етимологија
Према Диодору, њено име је изведено од грчке речи tyrôs која значи „као сир“, због њеног белог тена.

## Митологија
Тиро је била заљубљена у лепог речног бога Енипеја, па је често шетала обалама његове реке. Пошто је у Тиру био заљубљен Посејдон, он је преузео Енипејев лик и тако је завео. Када су се сјединили, велики талас их је прекрио и тако сакрио љубавнике. Међутим, пре него што се вратио у море, Посејдон је признао Тири истину и још јој је рекао да ће му родити децу, али и забранио да им икада ода њихово право порекло. Тако је она родила близанце Пелију и Нелеја, али је имала децу и са својим супругом Кретејем; Есона, Ферета и Амитаона. Своје божанске близанце је напустила одмах по рођењу. У међувремену јој је умрла мајка и отац се поново оженио Сидером, која се показала као зла маћеха и злостављала је Тиру. Када су њени одрасли близанци сазнали за своје порекло, убили су Сидеру и ослободили мајку даљих патњи.
Према другом предању, Тиро је близанце родила свом стрицу Сизифу. Наиме, Сизиф је мрзео свог брата Салмонеја и од пророчишта је сазнао да га неће убити Сизиф, већ деца коју буде имао са Тиром. Зато се сјединио са својом братаницом. Међутим, Тиро је сазнала за пророчанство и како би га спречила, убила је властиту децу.
Према једној верзији, када је зачела са Посејдоном, отац јој није поверовао да је отац њене деце бог, већ је мислио да је његов брат Сизиф и наредио јој је да децу по рођењу остави у дивљини да умру.

## Тумачење
Према тумачењу Роберта Гревса, Тира је била богиња мајка житеља Тира. Њено име је прехеленско, те је постало основа грчке речи tyrsis, што би значило „озидан град“, али и дало смисао речи „тиранија“. У миту је Сидера, Тирина маћеха, рђаво поступала са њом и та прича можда указује на отпор који је постојао код Тирењана према суседима Сидоњанима. У миту је Тиро најпре завео Сисиф, што указује да је коринтски култ Сунца био пренет и у Салмонију.